# Felis (constel·lació)
Felis, (el gat), és una antiga constel·lació creada el 1.799 pel francès Joseph Jêrôme Lalanded'estels entre Antlia i Hydra; no obstant això no apareix sinó fins a l'atles de Bode Uranographia de 1801. Felis va aparèixer en diversos atles, però mai va ser àmpliament acceptada i no va arribar a convertir-se en una constel·lació oficial.